# برلمان النمسا
برلمان النمسا هي المؤسسة المخولة مع السلطة التشريعية للجمهورية النمسا. وهو يتألف من مجلسين،
- في المجلس الوطني
- في المجلس الاتحادي

| المجلس الوطني - 183 أعضاء - انتخب مباشرة في الانتخابات العامة - مدة عضوية: 5 سنوات | المجلس الاتحادي - عضوية متغير، حاليا 62 عضوا - انتخب بشكل غير مباشر من خلال الوجبات الغذائية المحافظات - تدور العضوية، على المدى المندوبين تختلف حسب المقاطعة |
| الجمعية الفيدرالية (جلسة مشتركة لمجلسي)                                            | |

المجلس الوطني و يتألف من 183 عضوا ينتخبون عن طريق التمثيل النسبي في الانتخابات العامة . هذا يحدث مرة كل خمس سنوات، أو قبل ذلك إذا يتحرك المجلس الوطني ل فسخه قبل الأوان الخاصة . المجلس الوطني هو بيت المهيمنة (وإن كان أقل) في البرلمان النمساوي، و بالتالي شروط البرلمان و المجلس الوطني يشيع استخدامها بشكل مترادف .
المجلس الاتحادي ينتخب بشكل غير مباشر، من خلال الحمية المحافظات من المتحدة من جمهورية ألمانيا الاتحادية . يتم تمثيل الدول في المجلس الاتحادي تقريبا وفقا لحجم سكانها. و إعادة توزيع المقاعد بين الدول عقب كل التعداد العام، و الحجم الكلي للغرفة يختلف قليلا نتيجة لذلك. ويتألف المجلس الاتحادي الحالي من 61 مندوبا. فيما يتعلق معظم المسائل، يمتلك المجلس الاتحادي فقط حق النقض (الفيتو) بطء والتي يمكن أن يتم تجاوز من قبل المجلس الوطني . ومع ذلك، يتمتع المجلس الاتحادي حق النقض المطلقة على فواتير تهدف إلى تغيير صلاحيات إما الدول، أو من المجلس الاتحادي نفسه.
اتفاقية الفيدرالية هو الجسم الذي تتمثل مهمته في الغالب الاحتفالية في الطبيعة، و يتكون من أعضاء مجلسي البرلمان. الجمعية الاتحادية يجتمع إلا نادرا، على سبيل المثال ليشهدوا افتتاح الرئيس الاتحادي . وجدير بالذكر، مع ذلك، أنه في ظل ظروف استثنائية و دستور النمسا يمنح الجمعية الاتحادية مع مسؤوليات كبيرة. ومثال على هذا أن يكون دورها المحوري في الإقالة افتراضية من الرئيس الاتحادي .
مجلسي البرلمان، فضلا عن اتفاقية الاتحادية، عقد في مبنى البرلمان النمساوي تقع على فيينا شارع Ringstraße.

## وصلات خارجية
- The Austrian Parliament - Official Homepage